# Aphytis melinus
Aphytis melinus es un insecto con forma de una pequeña avispilla de color amarillento que parasita diversos tipos de cochinillas como son el piojo rojo de California (Aonidiella aurantii), piojo blanco del limonero (Aspidiotus nerii), Piojo de San José (Aspidiotus perniciosus) etc. que son unas importantes plagas de los cítricos y frutales. La avispilla con sus antenas puestas sobre la cochinilla detecta su estado de salud para parasitarla o no, si la cochinilla ya está parasitada, determinar su tamaño etc., de modo que pueda decidir si la va a usar como huésped. Normalmente después de este análisis hay tres posibilidades: dejar la cochinilla y seguir buscando, alimentarse directamente de la cochinilla o utilizar la cochinilla como huésped para un macho o una hembra de A. melinus.
Si la avispilla acepta a la cochinilla como huésped, la hembra deposita un huevo debajo de ella. Cuando la larva emerge del huevo consume los órganos internos de la cochinilla sin matarla hasta el final de su propio ciclo de larva. Finalmente, la larva se transforma en pupa de la que posteriormente emerge el adulto de la avispilla. Una vez que emerge de la cochinilla, la avispa va en busca de nuevas cochinillas.
Este insecto se usa en programas de control biológico de estas plagas agrícolas.